# Combat Folk (album)
Combat Folk è il primo demo dei Modena City Ramblers.

## Il disco
Il titolo si rifà palesemente a Combat Rock, noto album dei Clash.
La cassetta contiene quattro brani strumentali della tradizione irlandese e altri pezzi di forte carattere politico e sociale, come la cover di Contessa (Paolo Pietrangeli) riadattata sulla melodia di Old Main Drag dei Pogues e i famosi canti della Resistenza Bella ciao (di cui il gruppo realizzerà più versioni) e Fischia il vento. Sono presenti inoltre due brani originali, Ahmed l'ambulante (testo ripreso da una poesia di Stefano Benni) e Quarant'anni, atto di accusa alla Prima Repubblica, ispirato alle recenti vicende di Tangentopoli.

## Tracce
1. Quarant'anni
2. Contessa
3. Farewell to Erin
4. Bella ciao
5. The King of the Fairies/Fischia il vento
6. Ahmed l'ambulante
7. Pipe on the Hob/The Hag at the Churn

## Formazione
- Luciano "Lucio" Gaetani - bouzouki, banjo, mandolino, percussioni
- Franco "Franchino" D'Aniello - tin whistle, flauto traverso, ocarina
- Alberto "Guardia Rossa" Cottica - fisarmonica
- Alberto "Mors" Morselli - voce, bodhrán, cucchiai, cozze
- Stefano "Cisco" Bellotti - voce, cori
- Massimo "Ice" Ghiacci - basso, tamburello
- Marco Michelini - violino, legnetti
- Giovanni Rubbiani - chitarra
- Vania Buzzini - bodhrán

### Altri musicisti
- Arcangelo "Kaba" Cavazzuti - rullante